# Sandra Samos
Sandra Samos (ur. 9 kwietnia 1987 w Warszawie) – polska aktorka.
W 2005 roku wystąpiła w teledysku do piosenki Eweliny Flinty „Nieskończona historia”.

## Wybrana filmografia
- Blok.pl (2001)
- W kogo ja się wrodziłem (odc. serialu telewizyjnego Święta polskie, 2001)
- Pornografia (2003)
- Pensjonat pod Różą (2004)

### Gościnnie w filmach
- 2010: Usta usta jako urzędniczka w banku (odc. 17)
- 2005: Niania odc.3 jako Anastazja Lubomirska
- 2004: Oficer jako panienka (odc. 2)
- 2004–2006: Kryminalni jako Patsy